# Миколайчики альпійські
Миколайчики альпійські (Eryngium alpinum) — трав'яниста рослина роду миколайчики родини окружкових (Apiaceae).

## Опис
Багаторічна рослина заввишки до 60 см з колючими листками довжиною 8–15 см. Квіти мають блакитне або біле забарвлення, зібрані в щільну головку довжиною 4 см і діаметром 2 см. Знизу на суцвітті розташоване кільце з приквітків (забарвлення — від білого до синьою або фіолетового), що схожі на кільце металевих пір'їн.

## Поширення
Батьківщина — Альпи, Юра і Північно-Західні Балкани.

## Охорона
Eryngium alpinum охороняється в Європі і занесений до Додатку І Бернської конвенції (охоронна категорія: вид підлягає особливій охороні), а також до Директиви Європейського Союзу 92/43/ЄС «Про збереження природних оселищ та видів природної фауни і флори» (Додаток ІІ. Види рослин і тварин, що становлять особливий інтерес для Європейського Союзу, збереження яких потребує створення територій особливої охорони).

## Практичне значення
Вирощується як декоративна рослина задля блідих приквітків і для додавання контрасту до садів.